# O Angiolina, bela Angiolina
O Angiolina, bela Angiolina è un canto popolare di genere narrativo, diffuso nel Trentino con il titolo "O Angiolina, bela Angiolina", conosciuto anche in diverse regioni dell'Italia centro-settentrionale, anche con altri titoli. Il canto è presente anche nella tradizione catalana, guascone e anglo-scozzese.
Il testo del brano è incentrato sul tema del "convegno notturno" promesso e concesso.